# Lista de vereadores de Monte Santo da 19.ª legislatura
Esta é a lista de vereadores de Monte Santo para a legislatura 2021–2024.

## Vereadores
Estes são os vereadores eleitos nas eleições de 15 de novembro de 2020. Das quinze vagas em disputa, o placar foi de seis para o PSC, quatro para o DEM, duas para o PSB, duas para o PSD e uma para o PCdoB.
|    | Nome                                                                              | Partido                             | Votos | %    | Observações |
| -- | --------------------------------------------------------------------------------- | ----------------------------------- | ----- | ---- | ----------- |
| 1  | Rodnei da Silva Tolentino, Rodnei do Elizeu (Monte Santo,31.05.1984–)             | Partido Social Cristão (PSC)        | 1.057 | 3,32 |             |
| 2  | Quelsen Nicolan Loiola Carvalhal, Kelsen Carvalho (Euclides da Cunha,06.04.1988–) | Partido Social Cristão (PSC)        | 1.050 | 3,29 |             |
| 3  | Marcos Eliézio dos Santos Silva, Marquinhos do Lêu (Monte Santo,08.08.1983-)      | Partido Social Cristão (PSC)        | 920   | 2,89 |             |
| 4  | Rosilange de Santana Barreto Ribeiro (Monte Santo,07.03.1967)                     | Democratas (DEM)                    | 905   | 2,84 |             |
| 5  | Willams Alves da Silva (Monte Santo,09.07.1983-)                                  | Partido Social Democrático (PSD)    | 882   | 2,77 |             |
| 6  | Artur Macedo Costa, Berguinho (Monte Santo,19.11.1972-)                           | Partido Social Democrático (PSD)    | 862   | 2,70 |             |
| 7  | José Carlos Alves da Silva, Carlinhos Auto Peças (Monte Santo,03.11.1976-)        | Democratas (DEM)                    | 855   | 2,68 |             |
| 8  | João Batista da Silva (Monte Santo,08.10.1963-)                                   | Partido Social Cristão (PSC)        | 847   | 2,66 |             |
| 9  | Gilmar Ferreira Passos, Goré (Monte Santo,06.03.1966-)                            | Partido Social Cristão (PSC)        | 775   | 2,43 |             |
| 10 | Paulina Maria Rodrigues de Oliveira (Monte Santo,15.11.1954-)                     | Democratas (DEM)                    | 752   | 2,36 |             |
| 11 | Cleber Andrade Marques, Cleber do Rege (Monte Santo,11.03.1975-)                  | Democratas (DEM)                    | 722   | 2,27 |             |
| 12 | Gilvane Alves de Andrade, Bira do Valtinho (Monte Santo,08.05.1966-)              | Partido Socialista Brasileiro (PSB) | 717   | 2,25 |             |
| 13 | Antônio Marcos Cardoso da Silva, Marcos Pachequinho (Juazeiro,14.08.1971-)        | Partido Comunista do Brasil (PCdoB) | 666   | 2,09 |             |
| 14 | Domingos de Souza Santana, Dominguinhos (Monte Santo,15.03.1959-)                 | Partido Social Cristão (PSC)        | 618   | 1,94 |             |
| 15 | Nigerfson da Silva Barbosa (Monte Santo,16.03.1982-)                              | Partido Socialista Brasileiro (PSB) | 511   | 1,60 |             |

## Legenda
| Cor  | Significado          |
| Bege | Presidente da Câmara |
| Azul | Suplente             |

## Composição das bancadas
| Partido | Líder | Bancada | Posição  |
| ------- | ----- | ------- | -------- |
| PSC     |       | 6 / 15  | Oposição |
| DEM     |       | 4 / 15  | Oposição |
| PSB     |       | 2 / 15  | Governo  |
| PSD     |       | 2 / 15  | Governo  |
| PCdoB   |       | 1 / 15  | Governo  |